# Ellbachtal
Das Naturschutzgebiet Ellbachtal liegt im Landkreis Saarlouis im Saarland.

## Beschreibung
Das 56 ha große Gebiet, das im Jahr 1995 unter Naturschutz gestellt wurde, befindet sich in den Gemarkungen von Saarlouis und Saarwellingen. Es erstreckt in west-östlicher Richtung zwischen dem nördlichen Ende von Saarlouis-Steinrausch bis an das westliche Ende von Saarwellingen. Die Bundesautobahn 8 teilt das Gebiet auf Höhe der Kläranlage Saarwellingen in zwei Teile. Der Ellbach durchfließt das Naturschutzgebiet in seiner ganzen Länge.

## Bedeutung
Das Ellbachtal ist geprägt durch die Erlen, die den Bach säumen sowie durch eine feuchte Mähwiese. Im Tal sind sowohl die Blauflügel-Prachtlibelle als auch die Gebänderte Prachtlibelle heimisch, im Bereich des Ufers brütet der Kleinspecht.
Gemäß der Verordnung über das Naturschutzgebiet Ellbachtal besteht der Schutzzweck in der Erhaltung, Pflege und Entwicklung des Talabschnitts mit seiner Auenlandschaft und dem natürlichen Fließwasser. Diese bilden den Lebensraum für eine Vielzahl seltener und gefährdeter Pflanzen- und Tierarten.
Im Februar 2023 wurden im Rahmen einer Baumpflanzaktion der Stadt Saarlouis auch vier Bäume im Ellbachtal gepflanzt.